# 1981-es NHL-draft
Az 1981-es NHL-draftot a kanadai Montréalban, a Montréal Forumban tartották meg. Ez volt a 19. draft.

## A draft
|  | = NHL All-Star |  |  | = A Jégkorong Hírességek Csarnokának a tagja |

### Első kör
| #  | Játékos          | Poszt       | Nemzetiség                | NHL-csapat                                  | Egyetem/junior/klub csapat          |
| -- | ---------------- | ----------- | ------------------------- | ------------------------------------------- | ----------------------------------- |
| 1  | Dale Hawerchuk   | Center      | Kanada                    | Winnipeg Jets                               | Cornwall Royals (QMJHL)             |
| 2  | Doug Smith       | Center      | Kanada                    | Los Angeles Kings (Detroit Red Wingstől)    | Ottawa 67's (OMJHL)                 |
| 3  | Bobby Carpenter  | Center      | Amerikai Egyesült Államok | Washington Capitals (Colorado Rockiestól)   | St. John's School (USHS-MA)         |
| 4  | Ron Francis      | Center      | Kanada                    | Hartford Whalers                            | Sault Ste. Marie Greyhounds (OMJHL) |
| 5  | Joe Cirella      | Védő        | Kanada                    | Colorado Rockies (Washington Capitalstól)   | Oshawa Generals (OMJHL)             |
| 6  | Jim Benning      | Védő        | Kanada                    | Toronto Maple Leafs                         | Portland Winter Hawks (WHL)         |
| 7  | Mark Hunter      | Jobb szélső | Kanada                    | Montréal Canadiens (Pittsburgh Penguinstől) | Brantford Alexanders (OMJHL)        |
| 8  | Grant Fuhr       | Kapus       | Kanada                    | Edmonton Oilers                             | Victoria Cougars (WHL)              |
| 9  | James Patrick    | Védő        | Kanada                    | New York Rangers                            | Prince Albert Raiders (SJHL)        |
| 10 | Garth Butcher    | Védő        | Kanada                    | Vancouver Canucks                           | Regina Pats (WHL)                   |
| 11 | Randy Moller     | Védő        | Kanada                    | Quebec Nordiques                            | Lethbridge Broncos (WHL)            |
| 12 | Tony Tanti       | Jobb szélső | Kanada                    | Chicago Black Hawks                         | Oshawa Generals (OMJHL)             |
| 13 | Ron Meighan      | Védő        | Kanada                    | Minnesota North Stars                       | Niagara Falls Flyers (OMJHL)        |
| 14 | Normand Leveille | Bal szélső  | Kanada                    | Boston Bruins                               | Chicoutimi Sagueneens (QMJHL)       |
| 15 | Al MacInnis      | Védő        | Kanada                    | Calgary Flames                              | Kitchener Rangers (OMJHL)           |
| 16 | Steve Smith      | Védő        | Kanada                    | Philadelphia Flyers                         | Sault Ste. Marie Greyhounds (OMJHL) |
| 17 | Jiří Dudáček     | Jobb szélső | Csehszlovákia             | Buffalo Sabres                              | HC Kladno (Csehszlovák Extraliga)   |
| 18 | Gilbert Delorme  | Védő        | Kanada                    | Montréal Canadiens (Los Angeles Kingstől)   | Chicoutimi Sagueneens (QMJHL)       |
| 19 | Jan Ingman       | Bal szélső  | Svédország                | Montréal Canadiens                          | Färjestad BK (Elitserien)           |
| 20 | Marty Ruff       | Védő        | Kanada                    | St. Louis Blues                             | Lethbridge Broncos (WHL)            |
| 21 | Paul Boutilier   | Védő        | Kanada                    | New York Islanders                          | Sherbrooke Castors (QMJHL)          |
|    |                  |             |                           |                                             |                                     |

### Második kör
| #  | Játékos         | Poszt       | Nemzetiség                | NHL-csapat                                     | Egyetem/junior/klub csapat          |
| -- | --------------- | ----------- | ------------------------- | ---------------------------------------------- | ----------------------------------- |
| 22 | Scott Arniel    | Center      | Kanada                    | Winnipeg Jets                                  | Cornwall Royals (QMJHL)             |
| 23 | Claude Loiselle | Center      | Kanada                    | Detroit Red Wings                              | Windsor Spitfires (OMJHL)           |
| 24 | Gary Yaremchuk  | Center      | Kanada                    | Toronto Maple Leafs (Colorado Rockiestól)      | Portland Winter Hawks (WHL)         |
| 25 | Kevin Griffin   | Bal szélső  | Egyesült Királyság        | Chicago Black Hawks (Hartford Whalerstől)      | Portland Winter Hawks (WHL)         |
| 26 | Rich Chernomaz  | Jobb szélső | Kanada                    | Colorado Rockies (Washington Capitalstól)      | Victoria Cougars (WHL)              |
| 27 | Dave Donnelly   | Center      | Kanada                    | Minnesota North Stars (Toronto Maple Leafstől) | St. Albert Saints (AJHL)            |
| 28 | Steve Gatzos    | Jobb szélső | Kanada                    | Pittsburgh Penguins                            | Sault Ste. Marie Greyhounds (OMJHL) |
| 29 | Todd Strueby    | Bal szélső  | Kanada                    | Edmonton Oilers                                | Regina Pats (WHL)                   |
| 30 | Jan Erixon      | Bal szélső  | Svédország                | New York Rangers                               | Skellefteå AIK (Elitserien)         |
| 31 | Mike Sands      | Kapus       | Kanada                    | Minnesota North Stars (Vancouver Canuckstól)   | Sudbury Wolves (OMJHL)              |
| 32 | Lars Eriksson   | Kapus       | Svédország                | Montréal Canadiens (Quebec Nordiquestől)       | Brynäs IF (Elitserien)              |
| 33 | Tom Hirsch      | Védő        | Amerikai Egyesült Államok | Minnesota North Stars (Chicago Black Hawkstól) | Patrick Henry High School (USHS-MN) |
| 34 | Dave Preuss     | Jobb szélső | Amerikai Egyesült Államok | Minnesota North Stars                          | Saint Thomas Academy (USHS-MN)      |
| 35 | Luc Dufour      | Bal szélső  | Kanada                    | Boston Bruins                                  | Chicoutimi Sagueneens (QMJHL)       |
| 36 | Håkan Nordin    | Védő        | Svédország                | St. Louis Blues (Calgary Flamestől)            | Färjestads BK (Elitserien)          |
| 37 | Rich Costello   | Center      | Amerikai Egyesült Államok | Philadelphia Flyers                            | Nantick High School (USHS-MA)       |
| 38 | Hannu Virta     | Védő        | Finnország                | Buffalo Sabres                                 | HC TPS (SM-liiga)                   |
| 39 | Dean Kennedy    | Védő        | Kanada                    | Los Angeles Kings                              | Brandon Wheat Kings (WHL)           |
| 40 | Chris Chelios   | Védő        | Amerikai Egyesült Államok | Montréal Canadiens                             | Moose Jaw Canucks (SJHL)            |
| 41 | Jali Wahlsten   | Center      | Finnország                | Minnesota North Stars (St. Louis Bluestól)     | HC TPS (SM-liiga)                   |
| 42 | Gord Dineen     | Védő        | Kanada                    | New York Islanders                             | Sault Ste. Marie Greyhounds (OMJHL) |
|    |                 |             |                           |                                                |                                     |

### Harmadik kör
| #  | Játékos            | Poszt       | Nemzetiség | NHL-csapat                                     | Egyetem/junior/klub csapat          |
| -- | ------------------ | ----------- | ---------- | ---------------------------------------------- | ----------------------------------- |
| 43 | Jyrki Seppa        | Védő        | Finnország | Winnipeg Jets                                  | Ilves (SM-liiga)                    |
| 44 | Corrado Micalef    | Kapus       | Kanada     | Detroit Red Wings                              | Sherbrooke Castors (QMJHL)          |
| 45 | Eric Calder        | Védő        | Kanada     | Washington Capitals (Colorado Rockiestól)      | Cornwall Royals (QMJHL)             |
| 46 | Dieter Hegen       | Center      | NSZK       | Montréal Canadiens (Hartford Whalerstől)       | EVS Kaufbeuren (Bundesliga)         |
| 47 | Barry Tabobondung  | Bal szélső  | Kanada     | Philadelphia Flyers (Washington Capitalstól)   | Oshawa Generals (OMJHL)             |
| 48 | Uli Hiemer         | Védő        | NSZK       | Colorado Rockies (Toronto Maple Leafstől)      | EV Fussen (Bundesliga)              |
| 49 | Tom Thornbury      | Védő        | Kanada     | Pittsburgh Penguins                            | Niagara Falls Flyers (OMJHL)        |
| 50 | Peter Sundstrom    | Bal szélső  | Svédország | New York Rangers (Edmonton Oilerstől)          | IF Björklöven (Elitserien)          |
| 51 | Mark Morrison      | Center      | Kanada     | New York Rangers                               | Victoria Cougars (WHL)              |
| 52 | Jean-Marc Lanthier | Jobb szélső | Kanada     | Vancouver Canucks                              | Sorel Éperviers (QMJHL)             |
| 53 | Jean-Marc Gaulin   | Jobb szélső | Kanada     | Quebec Nordiques                               | Sorel Éperviers (QMJHL)             |
| 54 | Darrell Anholt     | Védő        | Kanada     | Chicago Black Hawks                            | Calgary Wranglers (WHL)             |
| 55 | Ernie Godden       | Center      | Kanada     | Toronto Maple Leafs (Minnesota North Starstól) | Windsor Spitfires (OMJHL)           |
| 56 | Mike Vernon        | Kapus       | Kanada     | Calgary Flames (Boston Bruinstól)              | Calgary Wranglers (WHL)             |
| 57 | Ron Handy          | Bal szélső  | Kanada     | New York Islanders (Calgary Flamestől)         | Sault Ste. Marie Greyhounds (OMJHL) |
| 58 | Ken Strong         | Bal szélső  | Kanada     | Philadelphia Flyers                            | Peterborough Petes (OMJHL)          |
| 59 | Jim Aldred         | Védő        | Kanada     | Buffalo Sabres                                 | Kingston Canadiens (OMJHL)          |
| 60 | Colin Chisholm     | Védő        | Kanada     | Buffalo Sabres (Los Angeles Kingstől)          | Calgary Wranglers (WHL)             |
| 61 | Paul MacDermid     | Jobb szélső | Kanada     | Hartford Whalers (Montréal Canadienstől)       | Windsor Spitfires (OMJHL)           |
| 62 | Gord Donnelly      | Védő        | Kanada     | St. Louis Blues                                | Sherbrooke Castors (QMJHL)          |
| 63 | Neal Coulter       | Jobb szélső | Kanada     | New York Islanders                             | Toronto Marlboros (OMJHL)           |
|    |                    |             |            |                                                |                                     |

### Negyedik kör
| #  | Játékos            | Poszt       | Nemzetiség                | NHL-csapat                                     | Egyetem/junior/klub csapat              |
| -- | ------------------ | ----------- | ------------------------- | ---------------------------------------------- | --------------------------------------- |
| 64 | Kirk McCaskill     | Center      | Kanada                    | Winnipeg Jets                                  | University of Vermont (ECAC)            |
| 65 | Dave Michayluk     | Jobb szélső | Kanada                    | Philadelphia Flyers (Detroit Red Wingstől)     | Regina Pats (WHL)                       |
| 66 | Gus Greco          | Center      | Kanada                    | Colorado Rockies                               | Windsor Spitfires (OMJHL)               |
| 67 | Mike Hoffman       | Bal szélső  | Kanada                    | Hartford Whalers                               | Brantford Alexanders (OMJHL)            |
| 68 | Tony Kellin        | Védő        | Amerikai Egyesült Államok | Washington Capitals                            | Grand Rapids High School (USHS-MN)      |
| 69 | Terry Tait         | Bal szélső  | Kanada                    | Minnesota North Stars (Toronto Maple Leafstől) | Sault Ste. Marie Greyhounds (OMJHL)     |
| 70 | Norm Schmidt       | Védő        | Kanada                    | Pittsburgh Penguins                            | Oshawa Generals (OMJHL)                 |
| 71 | Paul Houck         | Jobb szélső | Kanada                    | Edmonton Oilers                                | Kelowna Buckaroos (BCHL)                |
| 72 | John Vanbiesbrouck | Kapus       | Kanada                    | New York Rangers                               | Sault Ste. Marie Greyhounds (OMJHL)     |
| 73 | Wendell Young      | Kapus       | Kanada                    | Vancouver Canucks                              | Kitchener Rangers (OMJHL)               |
| 74 | Clint Malarchuk    | Kapus       | Kanada                    | Quebec Nordiques                               | Portland Winter Hawks (WHL)             |
| 75 | Perry Pelensky     | Jobb szélső | Kanada                    | Chicago Black Hawks                            | Portland Winter Hawks (WHL)             |
| 76 | Jim Malwitz        | Center      | Amerikai Egyesült Államok | Minnesota North Stars                          | Grand Rapids High Schcool (USHS-MN)     |
| 77 | Scott McLellan     | Jobb szélső | Kanada                    | Boston Bruins                                  | Niagara Falls Flyers (OMJHL)            |
| 78 | Peter Madach       | Center      | Svédország                | Calgary Flames                                 | HV71 (ELitserien)                       |
| 79 | Ken Latta          | Jobb szélső | Kanada                    | Philadelphia Flyers                            | Sault Ste. Marie Greyhounds (OMJHL)     |
| 80 | Jeff Eatough       | Jobb szélső | Kanada                    | Buffalo Sabres                                 | Cornwall Royals (QMJHL)                 |
| 81 | Marty Dallman      | Center      | Kanada                    | Los Angeles Kings                              | Rensselaer Polytechnic Institute (ECAC) |
| 82 | Kjell Dahlin       | Jobb szélső | Svédország                | Montréal Canadiens                             | Timrå IK (Elitserien)                   |
| 83 | Anders Wikberg     | Bal szélső  | Svédország                | Buffalo Sabres (St. Louis Bluestól)            | Timrå IK (Elitserien)                   |
| 84 | Todd Lumbard       | Kapus       | Kanada                    | New York Islanders                             | Brandon Wheat Kings (WHL)               |
|    |                    |             |                           |                                                |                                         |

### Ötödik kör
| #   | Játékos            | Poszt       | Nemzetiség                | NHL-csapat                                   | Egyetem/junior/klub csapat                     |
| --- | ------------------ | ----------- | ------------------------- | -------------------------------------------- | ---------------------------------------------- |
| 85  | Marc Behrend       | Kapus       | Amerikai Egyesült Államok | Winnipeg Jets                                | University of Wisconsin-Madison (WCHA)         |
| 86  | Larry Trader       | Védő        | Kanada                    | Detroit Red Wings                            | London Knights (OMJHL)                         |
| 87  | Doug Speck         | Védő        | Kanada                    | Colorado Rockies                             | Peterborough Petes (OMJHL)                     |
| 88  | Steve Rooney       | Bal szélső  | Amerikai Egyesült Államok | Montréal Canadiens (Hartford Whalerstől)     | Canton High School (Massachusetts High School) |
| 89  | Mike Siltala       | Jobb szélső | Kanada                    | Washington Capitals                          | Kingston Canadians (OMJHL)                     |
| 90  | Normand Lefrancois | Bal szélső  | Kanada                    | Toronto Maple Leafs                          | Trois-Rivières Draveurs (QMJHL)                |
| 91  | Peter Sidorkiewicz | Kapus       | Kanada                    | Washington Capitals (Pittsburgh Penguinstől) | Oshawa Generals (OMJHL)                        |
| 92  | Phil Drouillard    | Bal szélső  | Kanada                    | Edmonton Oilers                              | Niagara Falls Flyers (OMJHL)                   |
| 93  | Bill Maguire       | Védő        | Kanada                    | Hartford Whalers (New York Rangerstől)       | Niagara Falls Flyers (OMJHL)                   |
| 94  | Jacques Sylvestre  | Center      | Kanada                    | New York Islanders (Vancouver Canuckstól)    | Sorel Éperviers (QMJHL)                        |
| 95  | Ed Lee             | Jobb szélső | Amerikai Egyesült Államok | Quebec Nordiques                             | Princetoni Egyetem (ECAC)                      |
| 96  | Doug Chessell      | Kapus       | Kanada                    | Chicago Black Hawks                          | London Knights (OMJHL)                         |
| 97  | Kelly Hubbard      | Védő        | Kanada                    | Minnesota North Stars                        | Portland Winter Hawks (WHL)                    |
| 98  | Joe Mantione       | Kapus       | Kanada                    | Boston Bruins                                | Cornwall Royals (QMJHL)                        |
| 99  | Mario Simioni      | Jobb szélső | Kanada                    | Calgary Flames                               | Toronto Marlboros (OMJHL)                      |
| 100 | Justin Hanley      | Center      | Kanada                    | Philadelphia Flyers                          | Kingston Canadians (OMJHL)                     |
| 101 | Mauri Eivola       | Center      | Finnország                | Buffalo Sabres                               | TPS (SM-liiga)                                 |
| 102 | Barry Brigley      | Center      | Kanada                    | Toronto Maple Leafs (Los Angeles Kingstől)   | Calgary Wranglers (WHL)                        |
| 103 | Dan Bourbonnais    | Bal szélső  | Kanada                    | Hartford Whalers (Montréal Canadienstől)     | Calgary Wranglers (WHL)                        |
| 104 | Mike Hickey        | Center      | Kanada                    | St. Louis Blues                              | Sudbury Wolves (OMJHL)                         |
| 105 | Moe Lemay          | Bal szélső  | Kanada                    | Vancouver Canucks (New York Islanderstől)    | Ottawa 67's (OMJHL)                            |
|     |                    |             |                           |                                              |                                                |

### Hatodik kör
| #   | Játékos          | Poszt       | Nemzetiség                | NHL-csapat                                | Egyetem/junior/klub csapat              |
| --- | ---------------- | ----------- | ------------------------- | ----------------------------------------- | --------------------------------------- |
| 106 | Bob O'Connor     | Kapus       | Amerikai Egyesült Államok | Winnipeg Jets                             | Boston College (ECAC)                   |
| 107 | Gerard Gallant   | Bal szélső  | Kanada                    | Detroit Red Wings                         | Sherbrooke Beavers (QMJHL)              |
| 108 | Bruce Driver     | Védő        | Kanada                    | Colorado Rockies                          | University of Wisconsin (WCHA)          |
| 109 | Paul Edwards     | Védő        | Kanada                    | Pittsburgh Penguins (Hartford Whalerstől) | Oshawa Generals (OMJHL)                 |
| 110 | Jim McGeough     | Center      | Kanada                    | Washington Capitals                       | Billings Bighorns (WHL)                 |
| 111 | James Smith      | Védő        | Kanada                    | Edmonton Oilers (Toronto Maple Leafstől)  | London Knights (OMJHL)                  |
| 112 | Rod Buskas       | Védő        | Kanada                    | Pittsburgh Penguins                       | Medicine Hat Tigers (WHL)               |
| 113 | Marc Habscheid   | Center      | Kanada                    | Edmonton Oilers                           | Saskatoon Blades (WHL)                  |
| 114 | Eric Magnuson    | Center      | Amerikai Egyesült Államok | New York Rangers                          | Rensselaer Polytechnic Institute (ECAC) |
| 115 | Stu Kulak        | Jobb szélső | Kanada                    | Vancouver Canucks                         | Victoria Cougars (WHL)                  |
| 116 | Mike Eagles      | Center      | Kanada                    | Quebec Nordiques                          | Kitchener Rangers (OMJHL)               |
| 117 | Bill Schafhauser | Védő        | Amerikai Egyesült Államok | Chicago Black Hawks                       | Northern Michigan University (CCHA)     |
| 118 | Paul Guay        | Jobb szélső | Amerikai Egyesült Államok | Minnesota North Stars                     | Mount Saint Charles Academy (USHS-RI)   |
| 119 | Bruce Milton     | Védő        | Amerikai Egyesült Államok | Boston Bruins                             | Bostoni Egyetem (ECAC)                  |
| 120 | Todd Hooey       | Jobb szélső | Kanada                    | Calgary Flames                            | Windsor Spitfires (OMJHL)               |
| 121 | Andre Villeneuve | Védő        | Kanada                    | Philadelphia Flyers                       | Chicoutimi Sagueneens (QMJHL)           |
| 122 | Ali Butorac      | Védő        | Kanada                    | Buffalo Sabres                            | Ottawa 67's (OMJHL)                     |
| 123 | Brad Thompson    | Védő        | Kanada                    | Los Angeles Kings                         | London Knights (OMJHL)                  |
| 124 | Tom Anastos      | Jobb szélső | Amerikai Egyesült Államok | Montréal Canadiens                        | Paddock Pool Saints (GLJHL)             |
| 125 | Peter Åslin      | Kapus       | Svédország                | St. Louis Blues                           | AIK IF (Elitserien)                     |
| 126 | Chuck Brimmer    | Center      | Kanada                    | New York Islanders                        | Kingston Canadiens (OMJHL)              |
|     |                  |             |                           |                                           |                                         |

### Hetedik kör
| #   | Játékos         | Poszt       | Nemzetiség                | NHL-csapat                                 | Egyetem/junior/klub csapat            |
| --- | --------------- | ----------- | ------------------------- | ------------------------------------------ | ------------------------------------- |
| 127 | Petter Nilsson  | Center      | Svédország                | Winnipeg Jets                              | Hammarby IF Hockey (Elitserien)       |
| 128 | Greg Stefan     | Kapus       | Kanada                    | Detroit Red Wings                          | Oshawa Generals (OMJHL)               |
| 129 | Jeff Larmer     | Bal szélső  | Kanada                    | Colorado Rockies                           | Kitchener Rangers (OMJHL)             |
| 130 | John Mokosak    | Védő        | Kanada                    | Hartford Whalers                           | Victoria Cougars (WHL)                |
| 131 | Risto Jalo      | Center      | Finnország                | Washington Capitals                        | Ilves Tampere (SM-liiga)              |
| 132 | Andrew Wright   | Védő        | Kanada                    | Toronto Maple Leafs                        | Peterborough Petes (OMJHL)            |
| 133 | Geoff Wilson    | Jobb szélső | Kanada                    | Pittsburgh Penguins                        | Winnipeg Warriors (WHL)               |
| 134 | Craig Hurley    | Védő        | Kanada                    | Los Angeles Kings (Edmonton Oilerstől)     | Saskatoon Blades (WHL)                |
| 135 | Mike Guentzel   | Védő        | Amerikai Egyesült Államok | New York Rangers                           | Greenway High School (USHS-MN)        |
| 136 | Bruce Holloway  | Védő        | Kanada                    | Vancouver Canucks                          | Regina Pats (WHL)                     |
| 137 | Vladimir Svitek | Jobb szélső | Csehszlovákia             | Philadelphia Flyers (Quebec Nordiques-től) | Kassa (Csehszlovák Extraliga)         |
| 138 | Marc Centrone   | Center      | Kanada                    | Chicago Black Hawks                        | Lethbridge Broncos (WHL)              |
| 139 | Jim Archibald   | Jobb szélső | Kanada                    | Minnesota North Stars                      | Moose Jaw Canucks (SJHL)              |
| 140 | Mats Thelin     | Védő        | Svédország                | Boston Bruins                              | AIK Solna (Eliterien)                 |
| 141 | Rick Heppner    | Védő        | Amerikai Egyesült Államok | Calgary Flames                             | Mounds View High School (USHS-MN)     |
| 142 | Gil Hudon       | Kapus       | Kanada                    | Philadelphia Flyers                        | Prince Albert Raiders (SJHL)          |
| 143 | Heikki Leime    | Védő        | Finnország                | Buffalo Sabres                             | TPS (SM-liiga)                        |
| 144 | Peter Sawkins   | Védő        | Amerikai Egyesült Államok | Los Angeles Kings                          | St. Paul Academy (USHS-MN)            |
| 145 | Tom Kurvers     | Védő        | Amerikai Egyesült Államok | Montréal Canadiens                         | University of Minnesota Duluth (WCHA) |
| 146 | Erik Holmberg   | Center      | Svédország                | St. Louis Blues                            | Södertälje SK (Elitserien)            |
| 147 | Teppo Virta     | Jobb szélső | Finnország                | New York Islanders                         | TPS (SM-liiga)                        |
|     |                 |             |                           |                                            |                                       |

### Nyolcadik kör
| #   | Játékos         | Poszt       | Nemzetiség                | NHL-csapat            | Egyetem/junior/klub csapat                  |
| --- | --------------- | ----------- | ------------------------- | --------------------- | ------------------------------------------- |
| 148 | Dan McFall      | Védő        | Amerikai Egyesült Államok | Winnipeg Jets         | Buffalo Jr. Sabres (NAJHL)                  |
| 149 | Rick Zombo      | Védő        | Amerikai Egyesült Államok | Detroit Red Wings     | Austin Mavericks (USHL)                     |
| 150 | Tony Arima      | Bal szélső  | Finnország                | Colorado Rockies      | Helsinki Jokerit (SM-liiga)                 |
| 151 | Denis Dore      | Jobb szélső | Kanada                    | Hartford Whalers      | Chicoutimi Saguenéens (QMJHL)               |
| 152 | Gaétan Duchesne | Bal szélső  | Kanada                    | Washington Capitals   | Québec Remparts (QMJHL)                     |
| 153 | Richard Turmel  | Védő        | Kanada                    | Toronto Maple Leafs   | Shawinigan Cataractes (QMJHL)               |
| 154 | Mitch Lamoureux | Center      | Kanada                    | Pittsburgh Penguins   | Oshawa Generals (OMJHL)                     |
| 155 | Mike Sturgeon   | Védő        | Kanada                    | Edmonton Oilers       | Kelowna Buckaroos (BCJHL)                   |
| 156 | Ari Lahteenmaki | Jobb szélső | Finnország                | New York Rangers      | HIFK (SM-liiga)                             |
| 157 | Petri Skriko    | Jobb szélső | Finnország                | Vancouver Canucks     | SaiPa (SM-liiga)                            |
| 158 | André Côte      | Jobb szélső | Kanada                    | Quebec Nordiques      | Québec Remparts (QMJHL)                     |
| 159 | Johan Mellstöm  | Bal szélső  | Svédország                | Chicago Black Hawks   | Falun (Elitserien)                          |
| 160 | Kari Kanervo    | Center      | Finnország                | Minnesota North Stars | Turku TPS (SM-liiga)                        |
| 161 | Armel Parisee   | Védő        | Kanada                    | Boston Bruins         | Chicoutimi Saguenéens (QMJHL)               |
| 162 | Dale DeGray     | Védő        | Kanada                    | Calgary Flames        | Oshawa Generals (OMJHL)                     |
| 163 | Steve Taylor    | Bal szélső  | Amerikai Egyesült Államok | Philadelphia Flyers   | Providence College (ECAC)                   |
| 164 | Gaetano Orlando | Center      | Kanada                    | Buffalo Sabres        | Providence College (ECAC)                   |
| 165 | Dan Brennan     | Bal szélső  | Kanada                    | Los Angeles Kings     | University of North Dakota (WCHA)           |
| 166 | Paul Gess       | Bal szélső  | Amerikai Egyesült Államok | Montréal Canadiens    | Bloomington Jefferson High School (USHS-MN) |
| 167 | Alain Vigneault | Védő        | Kanada                    | St. Louis Blues       | Trois-Rivières Draveurs (QMJHL)             |
| 168 | Bill Dowd       | Védő        | Kanada                    | New York Islanders    | Ottawa 67's (OMJHL)                         |
|     |                 |             |                           |                       |                                             |

### Kilencedik kör
| #   | Játékos           | Poszt       | Nemzetiség                | NHL-csapat            | Egyetem/junior/klub csapat                       |
| --- | ----------------- | ----------- | ------------------------- | --------------------- | ------------------------------------------------ |
| 169 | Greg Dick         | Kapus       | Amerikai Egyesült Államok | Winnipeg Jets         | Saint Mary's University of Minnesota (NCAA D-II) |
| 170 | Don LeBlanc       | Bal szélső  | Kanada                    | Detroit Red Wings     | Moncton Hawks (NBJHL)                            |
| 171 | Tim Army          | Center      | Amerikai Egyesült Államok | Colorado Rockies      | East Providence High School (USHS-RI)            |
| 172 | Jeff Poeschl      | Kapus       | Amerikai Egyesült Államok | Hartford Whalers      | Northern Michigan University (CCHA)              |
| 173 | George White      | Bal szélső  | Amerikai Egyesült Államok | Washington Capitals   | University of New Hampshire (ECAC)               |
| 174 | Greg Barber       | Védő        | Kanada                    | Toronto Maple Leafs   | Victoria Cougars (WHL)                           |
| 175 | Dean DeFazio      | Bal szélső  | Kanada                    | Pittsburgh Penguins   | Brantford Alexanders (OMJHL)                     |
| 176 | Miloslav Hořava   | Védő        | Csehszlovákia             | Edmonton Oilers       | HC Kladno (Csehszlovák Extaliga)                 |
| 177 | Paul Reifenberger | Center      | Amerikai Egyesült Államok | New York Rangers      | Anoka High School (USHS-MN)                      |
| 178 | Frank Caprice     | Kapus       | Kanada                    | Vancouver Canucks     | London Knights (OMJHL)                           |
| 179 | Marc Brisebois    | Jobb szélső | Kanada                    | Quebec Nordiques      | Sorel Éperviers (QMJHL)                          |
| 180 | John Benns        | Bal szélső  | Kanada                    | Chicago Black Hawks   | Billings Bighorns (WHL)                          |
| 181 | Scott Bjugstad    | Center      | Amerikai Egyesült Államok | Minnesota North Stars | University of Minnesota (WCHA)                   |
| 182 | Don Sylvestri     | Kapus       | Kanada                    | Boston Bruins         | Clarkson University (ECAC)                       |
| 183 | George Boudreau   | Védő        | Amerikai Egyesült Államok | Calgary Flames        | Matignon High School (USHS-MA)                   |
| 184 | Len Hachborn      | Center      | Kanada                    | Philadelphia Flyers   | Brantford Alexanders (OMJHL)                     |
| 185 | Venci Sebek       | Védő        | Amerikai Egyesült Államok | Buffalo Sabres        | Niagara Falls Flyers (OMJHL)                     |
| 186 | Al Tuer           | Védő        | Kanada                    | Los Angeles Kings     | Regina Pats (WHL)                                |
| 187 | Scott Ferguson    | Védő        | Amerikai Egyesült Államok | Montréal Canadiens    | Edina West High School (USHS-MN)                 |
| 188 | Dan Wood          | Jobb szélső | Kanada                    | St. Louis Blues       | Kingston Canadians (OMJHL)                       |
| 189 | Scott MacLellan   | Center      | Kanada                    | New York Islanders    | Burlington Cougars (CBJHL)                       |
|     |                   |             |                           |                       |                                                  |

### Tizedik kör
| #   | Játékos         | Poszt       | Nemzetiség                | NHL-csapat            | Egyetem/junior/klub csapat           |
| --- | --------------- | ----------- | ------------------------- | --------------------- | ------------------------------------ |
| 190 | Vladimir Kadlec | Védő        | Csehszlovákia             | Winnipeg Jets         | TJ Vítkovice (Csehszlovák Extraliga) |
| 191 | Robert Nordmark | Védő        | Svédország                | Detroit Red Wings     | Frölunda HC (Elitserien)             |
| 192 | John Johannson  | Center      | Amerikai Egyesült Államok | Colorado Rockies      | University of Wisconsin (WCHA)       |
| 193 | Larry Power     | Center      | Kanada                    | Hartford Whalers      | Kitchener Dutchmen (MWJBHL)          |
| 194 | Chris Valentine | Center      | Kanada                    | Washington Capitals   | Sorel Éperviers (QMJHL)              |
| 195 | Marc Magnan     | Bal szélső  | Kanada                    | Toronto Maple Leafs   | Lethbridge Broncos (WHL)             |
| 196 | Dave Hannan     | Center      | Kanada                    | Pittsburgh Penguins   | Brantford Alexanders (OMJHL)         |
| 197 | Gord Sherven    | Center      | Kanada                    | Edmonton Oilers       | Weyburn Red Wings (SJHL)             |
| 198 | Mario Proulx    | Kapus       | Kanada                    | New York Rangers      | Providence College (ECAC)            |
| 199 | Réjean Vignola  | Center      | Kanada                    | Vancouver Canucks     | Shawinigan Cataractes (QMJHL)        |
| 200 | Kari Takko      | Kapus       | Finnország                | Quebec Nordiques      | Ässät Pori (SM-liiga)                |
| 201 | Sylvain Roy     | Védő        | Kanada                    | Chicago Black Hawks   | Hull Olympiques (QMJHL)              |
| 202 | Steve Kudebeh   | Kapus       | Amerikai Egyesült Államok | Minnesota North Stars | Breck School (USHS-MN)               |
| 203 | Richard Bourque | Bal szélső  | Kanada                    | Boston Bruins         | Sherbrooke Castors (QMJHL)           |
| 204 | Bruce Eakin     | Center      | Kanada                    | Calgary Flames        | Saskatoon Blades (WHL)               |
| 205 | Steve Tsujiura  | Center      | Kanada                    | Philadelphia Flyers   | Medicine Hat Tigers (WHL)            |
| 206 | Warren Harper   | Jobb szélső | Kanada                    | Buffalo Sabres        | Prince Albert Royals (SJHL)          |
| 207 | Jeff Baikie     | Bal szélső  | Kanada                    | Los Angeles Kings     | Cornell University (ECAC)            |
| 208 | Dan Burrows     | Kapus       | Kanada                    | Montréal Canadiens    | Belleville Bulls (OPJHL)             |
| 209 | Richard Zemlak  | Jobb szélső | Kanada                    | St. Louis Blues       | Spokane Flyers (WHL)                 |
| 210 | Dave Randerson  | Jobb szélső | Kanada                    | New York Islanders    | Stratford Cullitons (MWJBHL)         |
|     |                 |             |                           |                       |                                      |

### Tizenegyedik kör
| #   | Játékos     | Poszt | Nemzetiség                | NHL-csapat    | Egyetem/junior/klub csapat     |
| --- | ----------- | ----- | ------------------------- | ------------- | ------------------------------ |
| 211 | Dave Kirwin | Védő  | Amerikai Egyesült Államok | Winnipeg Jets | Irondale High School (USHS-MN) |
|     |             |       |                           |               |                                |